# Astrophysikalisches Observatorium Guillermo Haro
Das Astrophysikalische Observatorium Guillermo Haro, spanisch Observatorio Astrofísico Guillermo Haro ist ein astronomisches Observatorium
des Nationalen Instituts für Astrophysik, Optik und Elektronik von Mexiko. Es befindet sich 13 km nördlich von Cananea, etwa 85 km südöstlich von Mount Hopkins in 2480 Meter Höhe. Es ist benannt nach dem mexikanischen Astronomen Guillermo Haro, der unter anderem dieses Observatorium im Jahr 1972 gegründet hat.

## Teleskope
Das Observatorium verfügt seit dem Jahr 1987 über ein Spiegelteleskop, dessen Hauptspiegel einen Durchmesser von 2,12 Meter hat. Des Weiteren besitzt das Observatorium ein kleineres 40-cm-Spiegelteleskop des Herstellers Meade.